# Municipio de Garfield (condado de Antelope)
El municipio de Garfield (en inglés: Garfield Township) es un municipio ubicado en el condado de Antelope en el estado estadounidense de Nebraska. En el año 2010 tenía una población de 498 habitantes y una densidad poblacional de 5,38 personas por km².

## Geografía
El municipio de Garfield se encuentra ubicado en las coordenadas 42°18′23″N 98°14′33″O / 42.30639, -98.24250. Según la Oficina del Censo de los Estados Unidos, el municipio tiene una superficie total de 92.55 km², de la cual 92,54 km² corresponden a tierra firme y (0 %) 0 km² es agua.

## Demografía
Según el censo de 2010, había 498 personas residiendo en el municipio de Garfield. La densidad de población era de 5,38 hab./km². De los 498 habitantes, el municipio de Garfield estaba compuesto por el 97,39 % blancos, el 0,4 % eran afroamericanos, el 1,61 % eran de otras razas y el 0,6 % eran de una mezcla de razas. Del total de la población el 2,61 % eran hispanos o latinos de cualquier raza.